# Lukrejo
Lukrejo is een bestuurslaag in het regentschap Lamongan van de provincie Oost-Java, Indonesië. Lukrejo telt 1377 inwoners (volkstelling 2010).